# التدخين في كوريا الشمالية

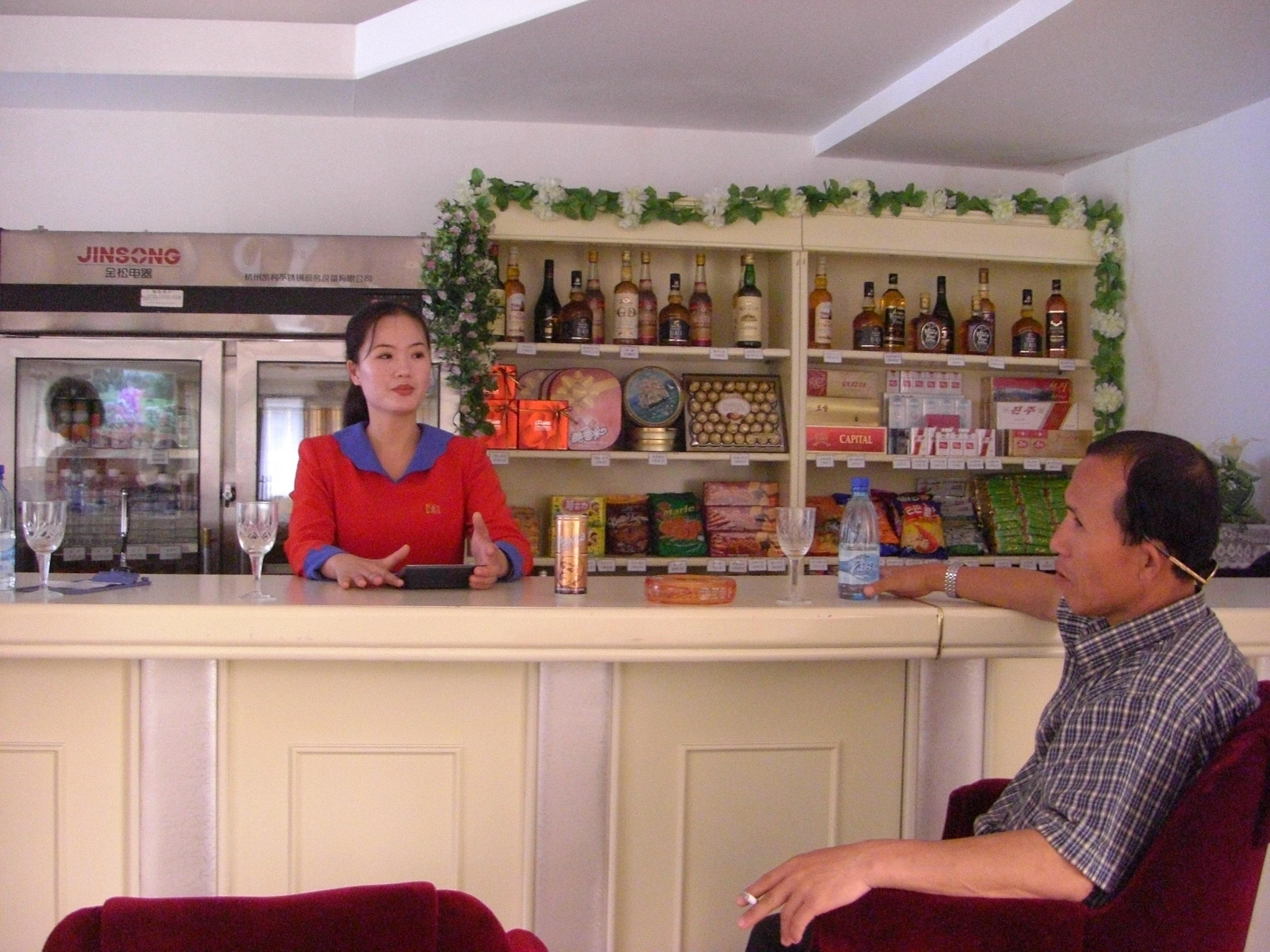
رجل يدخن في محل لبيع السجائر في كوريا الشمالية

يُعتبر التدخين شائعًا ومقبولًا شعبيًا بين الرجال في كوريا الشمالية، لكنه غير مقبول بين النساء. وفقًا لإحصائيات عام 2019 فإنه هناك حوالي 43.6% من الرجال يدخنون يوميًا، بينما تبلغ نسبة النساء المدخنات يوميًا حوالي 4.5% فقط، ومعظمهن من النساء المسنات في المناطق الريفية. يُعد التدخين أحد الأسباب الرئيسية للوفاة في كوريا الشمالية، حيث تشير إحصائيات عام 2021 إلى أن 14.2% من الوفيات في البلاد تعود لأسباب مرتبطة بالتدخين، مما يجعلها تحتل المرتبة السادسة عالميًا بعد الصين وجرينلاند وكيريباس والدنمارك وميكرونيسيا.
وُضعَت برامج للحد من التدخين في كوريا الشمالية، ورغم أن التدخين لم يكن محظورًا في جميع الأماكن العامة، إلا أن معدلات التدخين شهدت انخفاضًا منذ ذروتها في العقد الأول من الألفية الجديدة. وفقًا لوكالة الأنباء المركزية الكورية، أصدرت الجمعية الشعبية العليا في كوريا الشمالية قوانين تحظر التدخين في بعض الأماكن العامة بهدف توفير "بيئات معيشية صحية" للمواطنين.
كان جميع قادة كوريا الشمالية الثلاثة - كيم إيل سونغ، وكيم جونغ إيل، وكيم جونغ أون - من المدخنين، مما جعل الدولة تواجه صعوبات في الموازنة بين صورتهم العامة وجهود مكافحة التدخين. وبشكل عام يفضّل الكوريون الشماليون التبغ القوي، مع وجود فئات مختلفة من الجودة تتراوح بين المنتجات المحلية والعلامات التجارية الأجنبية التي تُعد رمزًا للمكانة الاجتماعية. وبالنسبة لنسبة الأراضي الزراعية المخصصة لزراعة التبغ مقارنة بالاستهلاك، فإن المحاصيل المخصصة للتبغ تفوق الاحتياجات الفعلية للاستهلاك المحلي.

## الاستهلاك
يُقدَّر أن أكثر من 5,355,658 من البالغين و4% من الشباب في كوريا الشمالية يستهلكون التبغ يوميًا. وفقًا لبيانات مؤسسة الرئة العالمية وجمعية السرطان الأمريكية المنشورة في أطلس التبغ (إصدار2019)، فإن 43.6% من الرجال، و4.5% من النساء، ونحو 2.4% من الأولاد، و5.1% من الفتيات (أقل من 15 عامًا) يدخنون يوميًا، ويستهلك المدخن العادي ما معدله 609 سيجارة لكل شخص سنويًا، مع ملاحظة أن البيانات قد تكون مائلة نحو الذكور بسبب ارتفاع نسبة التدخين بينهم.
تُظهر بيانات منظمة الصحة العالمية نسبًا مشابهة، حيث يُصنَّف 44% من الرجال كمدخنين (منهم 33% مدخنون يوميون)، بينما تشير سلطات مكافحة التدخين في كوريا الشمالية إلى نسبة أعلى حيث يُقدَّر أن 54% من الرجال مدخنون.
بشكل عام يستهلك المدخن المتوسِط ما يعادل 12.4 سيجارة يوميًا، وترتفع النسبة قليلاً إلى 15 سيجارة يوميًا عند احتساب الذكور فقط. يبدأ المدخنون في كوريا الشمالية بالتدخين في سن 23 عامًا، وتزداد نسبة المدخنين مع تقدم العمر حتى تصل إلى ذروتها في الفئة العمرية من 55 إلى 64 عامًا، ثم تبدأ بالتراجع بعد ذلك. وتشير البيانات إلى أن سكان المناطق الحضرية يدخنون بمعدل أعلى من المزارعين في المناطق الريفية.
تشير البيانات إلى أن معدلات التدخين في كوريا الشمالية مماثلة لجارتها الجنوبية، على الرغم من أن الرجال في كوريا الجنوبية يبدأون التدخين في سن مبكرة ويستهلكون عددًا أكبر من السجائر يوميًا. قد يُعزى ارتفاع معدلات التدخين في كوريا الجنوبية إلى طبيعة المجتمع الرأسمالي، حيث تلعب الإعلانات دورًا كبيرًا وتكون مستويات الاستهلاك غير مضبوطة.
مع ذلك، فإن جزءًا كبيرًا من المعلومات المتاحة حول عادات التدخين في كوريا الشمالية يتم جمعه من خلال دراسة الكوريين الشماليين الذين استطاعوا الفرار إلى كوريا الجنوبية مما قد لا يعكس الصورة الحقيقية بدقة. إحدى الدراسات التي تناولت هؤلاء الفارّين المنشقين عن نظام كوريا الشمالية وجدت أن التدخين أكثر انتشارًا مما كان متوقعًا، لكن الاعتماد على النيكوتين لم يكن بالحدة التي توقعتها الدراسة. كما أفادت التقارير بأن المنشقين غالبًا ما يكون لديهم اهتمام كبير بالإقلاع عن التدخين.

## الخلفية التاريخية

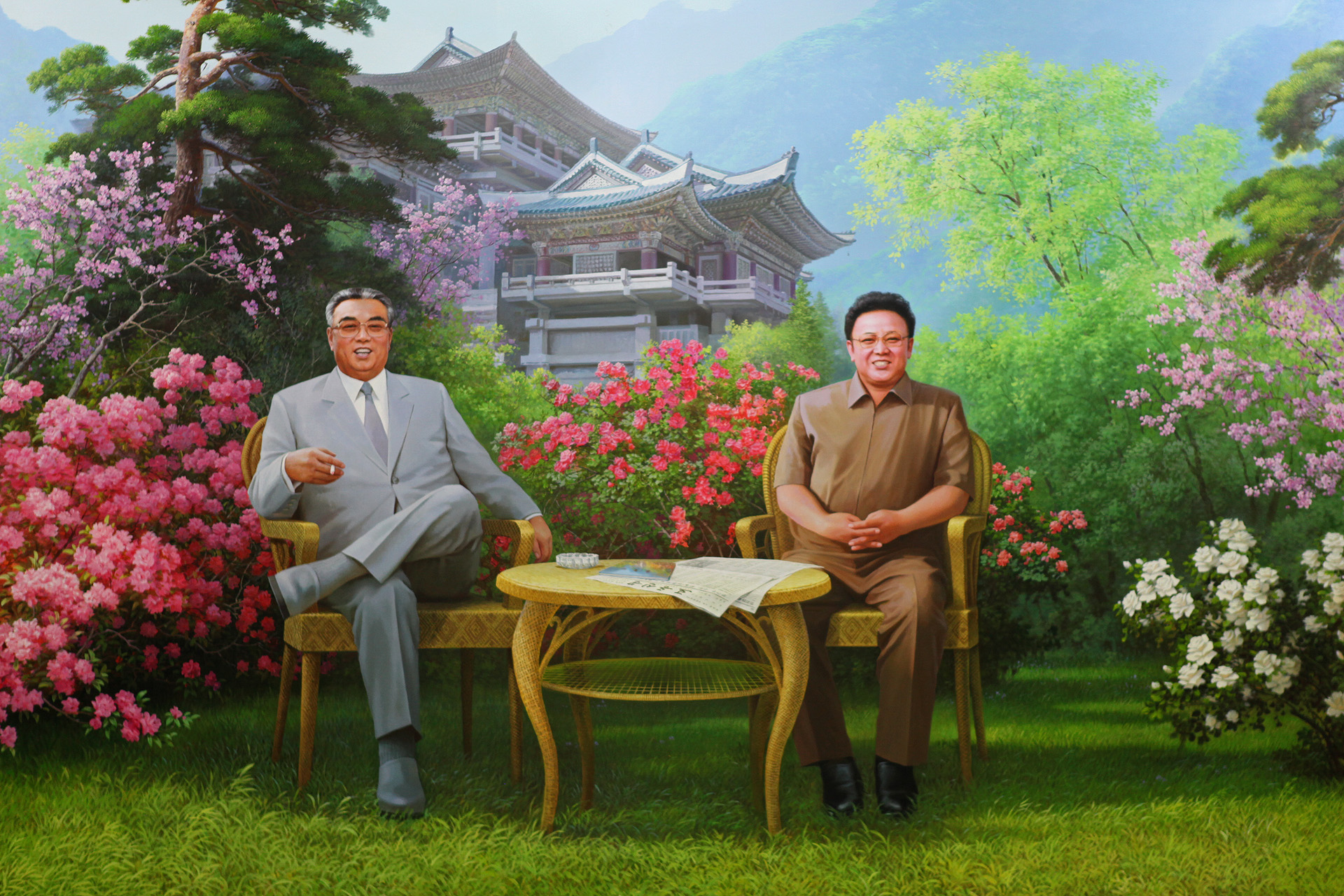
كان الزعيم الأعلى الأول لكوريا الشمالية كيم إيل سونغ معروفًا بتدخينه، وجميع قادة كوريا الشمالية الثلاثة كانوا مدخنين.

وصل التبغ إلى كوريا لأول مرة في أوائل القرن السابع عشر قادمًا من اليابان، واستمر الرجال والنساء في التدخين حتى حوالي عام 1880. في الوقت الحاضر يُعتبر التدخين نشاطًا طبيعيًا للرجال في كوريا الشمالية، بينما أصبح التدخين لدى النساء من المحظورات الاجتماعية.
كان جميع الزعماء الثلاثة لكوريا الشمالية، كيم جونغ أون، ووالده كيم جونغ إيل، وجده كيم إيل سونغ من المدخنين. وقد وصف كيم جونغ إيل المدخنين بأنهم أحد "الثلاثة الحمقى الرئيسيين في القرن الحادي والعشرين"، إلى جانب أولئك الذين لا يفهمون الموسيقى أو الحواسيب. أما الزعيم الحالي كيم جونغ أون، فقد شوهد في عديد المناسبات يدخن علنًا، بما في ذلك داخل قاعات الجامعات، وفي عربات المترو، وفي وجود زوجته الحامل ري سول جو.
هذه الممارسات قد تُعقد جهود التثقيف الصحي في كوريا الشمالية، خاصةً أن مناقشة أي جانب سلبي يتعلق بالقادة كانت أمرًا نادرًا. إلا أن بعض الكوريين الشماليين قد أشاروا مؤخرًا إلى التناقض الواضح بين الإجراءات المناهضة للتدخين وصورة كيم جونغ أون العلنية أمام الأجانب.

## الثقافة

### النساء والتدخين
يُعد تدخين النساء في كوريا الشمالية من المحظورات الاجتماعية، ويُعتبر أكثر وصمةً من الإفراط في شرب الكحول. يُقال إن النساء "يصبن بالصدمة إذا مازحتهن بشأن إمكانية تدخينهن سرًا في الحمامات". يُظهر المجتمع تسامحًا أكبر مع تدخين النساء الأكبر سنًا، خصوصًا من تجاوزن عمر 45 إلى 50 عامًا، لا سيما في المناطق الريفية.
في المقابل، يُعتبر التدخين للرجال نشاطًا اجتماعيًا مهمًا للغاية، إلى درجة أن الرجال الغير مدخنين قد يواجهون العزلة الاجتماعية في أماكن العمل.

### تفضيلات المدخنين
على الرغم من النقص في معظم السلع الاستهلاكية في كوريا الشمالية إلا أن هناك تنوعًا كبيرًا في أنواع السجائر المتوفرة، وبشكل عام يُفضَّل التبغ القوي، ونادرًا ما تُستخدم الفلاتر. تحظى العلامات التجارية الغربية، وخاصة الأمريكية، بالإضافة إلى الصينية والروسية واليابانية، بشعبية بين النخبة وتُفضَّل على السجائر المحلية. تُعتبر السجائر الأجنبية يالإضافة إلى العلامة المحلية "7.27"، التي يُشير اسمها إلى يوم 27 يوليو، تاريخ اتفاقية الهدنة الكورية، رموزًا للمكانة الاجتماعية.
تُعد السجائر بنكهة النعناع نادرة جدًا في كوريا الشمالية لكن هناك منافسة بين شركات التبغ لتقديم منتجات جذابة، مثل الكرات المنكهة داخل الفلتر التي تضفي طعمًا مميزًا للسجائر. يمكن لمن يملك العملة الصعبة شراء السجائر المستوردة بسهولة من المتاجر المخصصة للعملة الصعبة، حيث تُعرض أيضًا أفضل العلامات المحلية مثل "باك ما" (بالكورية: 백마) تُعد السجائر هدايا شائعة من باب إقناع السياح بجودة التبغ الكوري الشمالي، ويُنصَح السياح دائمًا بتقديم السجائر الغربية كهدية للمرشدين السياحيين.
داخل البلاد تُستخدم السجائر كشكل من أشكال العملة في الرشاوى. أما بالنسبة لمن يقومون بلف التبغ يدويًا، فإنهم يُفضلون استخدام أوراق صحيفة "رودونغ سينمون" – الناطقة باسم اللجنة المركزية لحزب العمال الحاكم – كورق لف للسجائر. يمكن استخدام قطعة واحدة من الصحيفة لعمل 40-50 سيجارة. ووفقًا لأحد المنشقين فإن من يدخن سجائر ملفوفة بأوراق "رودونغ سينمون" يجد صعوبة في تدخين أنواع أخرى بسبب اختلاف الطعم. ومع ذلك، نظرًا لمحدودية توزيع صحيفة "رودونغ سينمون"، يعتمد معظم الكوريين الشماليين على أنواع أخرى من الورق للف السجائر.

## الرقابة على التبغ
يُباع التبغ في كوريا الشمالية في متاجر محددة فقط بأسعار ثابتة تحددها الدولة. اعتبارًا من عام 2014 بلغ سعر العبوة المكونة من 20 سيجارة من العلامة التجارية الأكثر شيوعًا 246.38 وون كوري شمالي (ما يعادل 2.51 دولار أمريكي)، بينما تُباع أرخص عبوة بـ 7.47 وون (ما يعادل 0.08 دولار أمريكي).
وضعت كوريا الشمالية أهدافًا حكومية محددة للرقابة على التبغ، وهناك وكالة وطنية لتنفيذ هذه الأهداف تضم ثمانية موظفين بدوام كامل. على الرغم من عدم وجود خط ساخن مجاني للإقلاع عن التدخين يمكن للمدخنين الاتصال به للحصول على المساعدة فإن معظم المرافق الصحية توفر دعمًا بشكل كامل للإقلاع عن التدخين، بما في ذلك برامج الإقلاع والعلاج ببدائل النيكوتين، وتقوم الدولة بتغطية تكلفة العلاج كليًا أو جزئيًا للمرضى.
بالإضافة إلى العيادات الصحية العادية يوجد في البلاد 11 مركزًا متخصصًا لمكافحة التدخين يقدم خدمة الاستشارات بشكل مجاني، لكن بالنسبة للأدوية، فإن عقاري "بوبروبيون" و"فارينيكلين" غير متوفرين قانونًا في كوريا الشمالية، وتُستخدم الأدوية العشبية بدلًا منهما كمساعدات للإقلاع عن التدخين.
شهدت البلاد محاولات لتنفيذ حملات مكافحة التدخين "عبر الأجيال" كان أبرزها في عام 2004. وعلى الرغم من أن الحملات المبكرة لم تكن فعالة بشكل كبير أصبحت هذه الحملات أكثر تكرارًا في العقد الثاني من القرن الحادي والعشرين، وأصبح الالتزام بالقيود على التدخين أكثر صرامة في السنوات الأخيرة مما أسفر عن انخفاض معدلات التدخين منذ أوائل العقد الأول من القرن الحادي والعشرين.
تشير الدلائل إلى أن الحكومة الكورية الشمالية أصبحت تأخذ حملات مكافحة التدخين بجدية أكبر مقارنة بالماضي. وفقًا لمنظمة الصحة العالمية تحتفل كوريا الشمالية باليوم العالمي للامتناع عن التبغ كل عام بحماس، وتروج للمعلومات حول تأثير التدخين على الصحة. كما تُشجع الحكومة المؤسسات الصحية العامة ووسائل الإعلام على نشر التوعية حول التأثيرات الصحية الضارة للتبغ وتأثيراته السلبية على حماية البيئة والتنمية الاقتصادية.

### القوانين

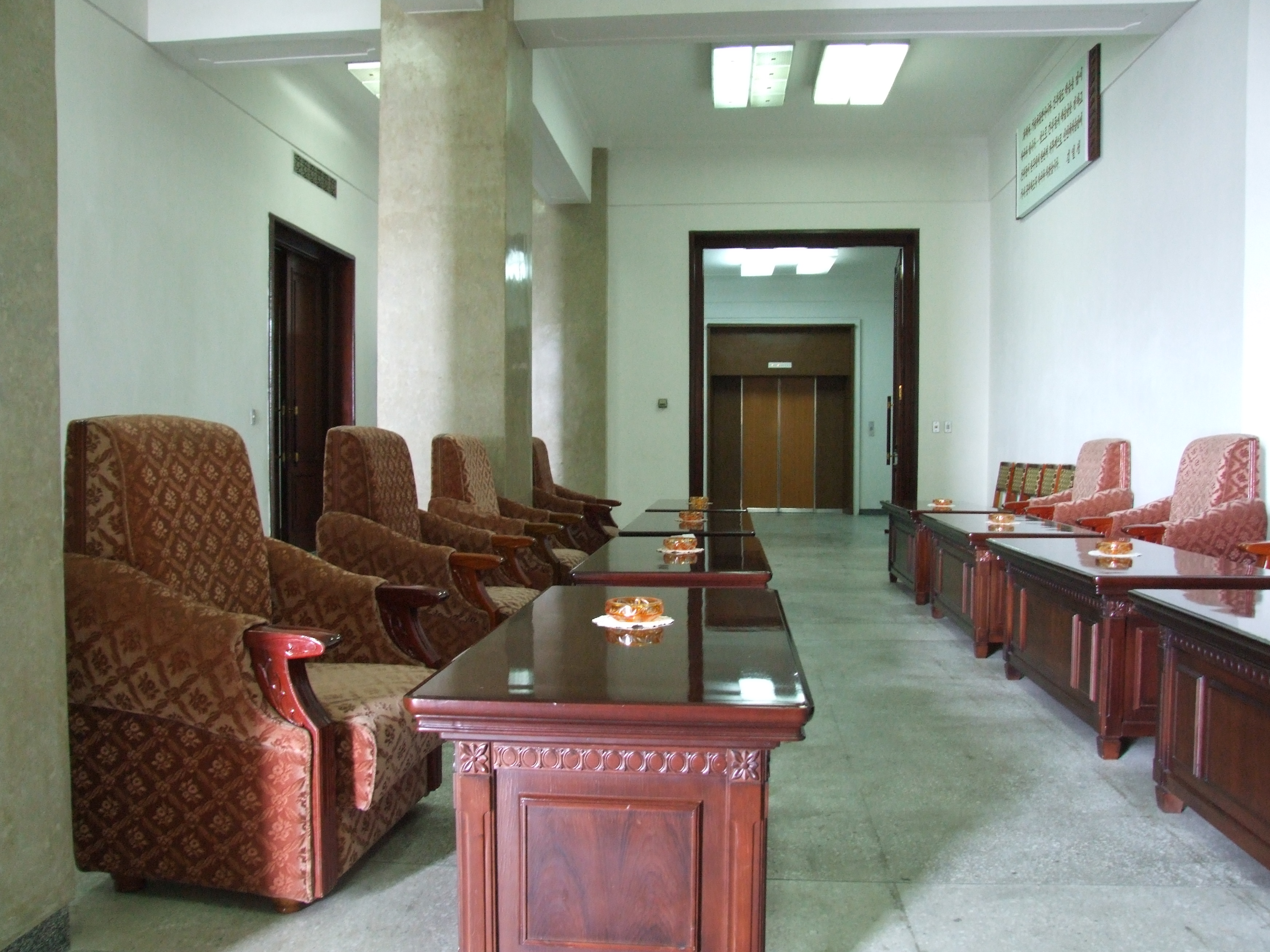
صالة التدخين في دار الدراسات الشعبية الكبرى في بيونج يانج

شهدت التشريعات المتعلقة بالتدخين في كوريا الشمالية تشديدًا في السنوات الأخيرة على الرغم من أنها لا تزال متساهلة نسبيًا ولم تحقق تأثيرًا كبيرًا في الحد من معدلات التدخين. تُعد قواعد الأماكن التي يُسمح أو يُحظر فيها التدخين معقدة، فيتم حظر التدخين في الأرصفة، العبارات، الطائرات، المحطات، المرافق الصحية والتعليمية، رياض الأطفال، الحضانات، المتاجر، المسارح، دور السينما، قاعات الثقافة والمؤتمرات، المواقع التاريخية ومواقع المعارك، وفي ردهات الفنادق.
مع ذلك، لا يُحظر التدخين في المركبات الخاصة أو مركبات العمل، أو داخل القطارات، أو في محطات الحافلات، أو بالقرب من مداخل المباني، أو في الجامعات، أو المكاتب الحكومية، أو أماكن العمل، أو المطاعم، أو المقاهي، أو الحانات، أو النوادي الليلية.
تشهد بعض القوانين المتعلقة بالتدخين في كوريا الشمالية مستويات عالية من التطبيق، لكن هذا الامتثال ليس متساويًا في جميع أنحاء البلاد. لا تفرض الدولة غرامات إلزامية على مخالفات التدخين، ولكن الحملة الأحدث لمكافحة التدخين التي أطلقت في عام 2016 تضمنت فرض غرامات على المخالفين وتهديدهم ببث صورهم عبر التلفزيون.
تُلزم القوانين بوجود رسائل تحذيرية على جميع أنواع عبوات السجائر، ولكن دون تنظيم مظهر هذه الرسائل بأي شكل من الأشكال. عادةً ما تُطبع هذه الرسائل بخط صغير على جانب العبوة، وتكتفي بذكر أن التدخين مضر بالصحة. ومع ذلك، يجب أن تحتوي المواصفات على نسب النيكوتين والقطران، وألا تكون مضللة، كما يجب أن تحظى بموافقة السلطات المحلية. لم تُستخدم الصور التحذيرية الرسومية الشائعة عالميًا على عبوات السجائر في كوريا الشمالية. ولكن منذ تطبيق قانون حظر التدخين في عام 2020، ظهرت ملصقات في أماكن التدخين تعرض صورًا توضيحية لتأثيرات التدخين، بما في ذلك صور للغرغرينا وسرطان الشفاه.
لا توجد قيود على إعلانات التبغ، لكن لا تُعرض أي حملات إعلانية من هذا النوع في وسائل الإعلام الكورية الشمالية. يُحظر بيع التبغ للقُصّر (من هم دون السابعة عشرة من العمر) وتُمنع آلات بيع السجائر. ولا تفرض كوريا الشمالية أي ضرائب على التبغ، سواء كانت ضريبة استهلاك محددة، أو ضريبة قيمة مضافة، أو ضريبة مبيعات، أو رسوم استيراد. كما أن السجائر الإلكترونية قانونية.
وقّعت كوريا الشمالية على الاتفاقية الإطارية لمنظمة الصحة العالمية بشأن مكافحة التبغ في 17 يونيو 2003، وصدّقت عليها في 27 أبريل 2005.
في عام 2020، تم إصدار قانون جديد يتعلق بالتدخين يتضمن 31 مادة. يحظر هذا القانون التدخين في الأماكن العامة والتجارية مثل دور الحضانة، والمرافق الطبية والتعليمية، والمطاعم، والأماكن التي يشكل فيها التدخين خطرًا، وكذلك مرافق الخدمات الاجتماعية. كما يقصر القانون بيع السجائر على المتاجر المرخصة فقط. إضافة إلى ذلك، أنشأ القانون خدمات للإقلاع عن التدخين تقدم العلاج وحملات توعية ضد التدخين. قبل تطبيق هذا القانون، لم تكن الغرامات تُطبق بصرامة، وكانت العقوبات محدودة.

## صناعة التبغ
تُعتبر صناعة التبغ في كوريا الشمالية قطاعًا كبيرًا، حيث تُخصص 53,000 هكتار (ما يعادل 2.3% من الأراضي الصالحة للزراعة) لزراعة التبغ. وتُعد هذه النسبة رابع أعلى نسبة في العالم من حيث تخصيص الأراضي الزراعية للتبغ، مع إنتاج سنوي يتجاوز 80,000 طن، مما يجعل كوريا الشمالية واحدة من أكبر 25 منتجًا للتبغ عالميًا. يُعرف أفضل وأقوى وأغلى أنواع التبغ في كوريا الشمالية بأنه يأتي من المناطق الشمالية قرب الحدود مع الصين.
توجد العديد من شركات التبغ في كوريا الشمالية، تُنتج حوالي 30 نوعًا مختلفًا من السجائر. تُعد شركة كوريا العامة للتبغ أكبر شركة تبغ في البلاد. تُصدر بعض الشركات التبغ إلى الشرق الأوسط وأماكن أخرى، أحيانًا بالشراكة مع شركات أجنبية. على سبيل المثال:
- شركة تبغ نهر تايدونغ (대동강담배합영회사)
- شركة تبغ رازون شينهونغ (라선신흥담배회사)

تعمل هاتان الشركتان في منطقة رازون الاقتصادية الخاصة بالشراكة مع شركة تبغ جيلين الصينية. كما أن شركة التبغ البريطانية الأمريكية كانت لها أعمال في كوريا الشمالية، لكنها قللت من أنشطتها بسبب الضغوط السياسية ومخاوف العلاقات العامة.
خلال الحرب الباردة، كانت كوريا الشمالية تدفع مقابل السلع التي تستوردها من الاتحاد السوفيتي بتبغ منخفض الجودة. وفي وقت لاحق، خلال سنوات سياسة "أشعة الشمس"، تم تصدير السجائر الراقية من علامة بيونغيانغ التجارية إلى كوريا الجنوبية، حيث كانت تحظى بشعبية بين الكوريين الجنوبيين الذين أرادوا التعبير عن موقف مؤيد لإعادة التوحيد.
توجد بعض مصانع التبغ الخاصة، والتي تُنتج سجائر مقلدة للتصدير كجزء من الأنشطة غير المشروعة لكوريا الشمالية لكسب العملات الصعبة. تُعد كوريا الشمالية واحدة من أكبر منتجي السجائر المزيفة في العالم. يُعد التبغ الخام رخيصًا ويمكن شراؤه من الأسواق لتصنيع السجائر يدويًا. يقوم العديد من المزارعين في المناطق الريفية بزراعة التبغ في أراضيهم الخاصة، بينما يقوم آخرون بسرقة التبغ من المزارع التعاونية لبيعه.